# Konstantin Lordkipanidze
Konstantin Aleksandrovitch Lordkipanidze, (en russe : Лордкипанидзе, Константин Александрович, Konstantine Aleksandrovitch Lordkipanidze), est un écrivain et un scénariste géorgien né le 7 janvier 1905 à Didi Djikhaishi en Géorgie dans l'Empire russe et décédé en 1986.

## Biographie
Ce fils de fonctionnaire1sortit diplômé en sciences humaines de l'école technique de Koutaïssi en 1924 mais depuis 1920 déjà il avait commencé à écrire en prose.
Il participa à la Grande guerre patriotique de 1941 à 1945.
De 1956 à 1962 il fut rédacteur en chef du magazine Géorgie littéraire (ru), de 1962 à 1966, au magazine Tsiskari (ru) et à partir de 1966 directeur de la maison d'édition Nadkuli (ka).
.En 1971, le prix d'état Chota Roustaveli récompensa son œuvre La mort attendra un peu. Ce ne fut pas sa seule distinction: il obtint plusieurs médailles et fut décoré de six ordres.
Les thèmes principaux de ses œuvres ont été le nouveau héros, les nouvelles relations sociales, la lutte pour faire triompher de nouvelles idées, l'héroïsme du peuple soviétique, la pratique humaniste, l'enthousiasme révolutionnaire,...
Il fut député au Soviet suprême de la République socialiste soviétique de Géorgie.
Inhumé au Panthéon de Didube.

## Œuvres
- 1926 : Poèmes choisis
- 1927 : Stenka Razine
- 1931-1952 : L'Aurore de Colchide. Ce roman décrit les grands changements dans la vie d'un village géorgien. Il a été édité en français en juin 1956 par les Éditeurs français réunis dans une traduction de Georges Arout
- 1938 : Immortalité. Ce roman raconte la lutte du peuple biélorusse pendant la guerre civile de 1918 à 1920 traduit en russe en 1940
- 1949 : La Lame dérouillée. Une série de nouvelles raconte la lutte héroïque du peuple soviétique pendant la grande guerre patriotique
- 1956 : La Lame dérouillée, version révisée
- 1958 ou 1968 : La Mort peut attendre un peu, nouvelles
- 1955 : La Pierre magique 1re partie, roman panorama de la Géorgie soviétique
- 1965 : La Pierre magique 2e partie, roman
- 1969 : Pêcheurs d'Ortachal, roman
- 1970 : Vive Don Quichotte, roman

### Scénariste
- 1941 : Au poste de garde, (en russe : В сторожевой будке), coscénarisé avec Ilia Onissimovitch Mossachvili (ru). Film réalisé par Diomid Davydovitch Antadze et Aleksandr (Sandro) Djaliachvili[1].
- 1941 : Amitié (ru), coscénarisé avec Semion Vissarionovitch Dolidze (ru). Film réalisé par Semion Vissarionovitch Dolidze[2].
- 1943 : Il reviendra encore (ru), coscénarisé avec Ilia Onissimovitch Mossachvili (ru). Film réalisé par Diomid Davydovitch Antadze, Nikolaï Chenguelaïa et Nato Vatchnadze[3].
- 1956 : Ombre sur la route (ru), coscénarisé avec Emmanouïl Feïguine. Film réalisé par David Evguenievitch Rondeli (ru)[4].
- 1960 : Chanson interrompue (ru), coscénarisé avec Albert Marenčin et Nikolaï Konstantinovitch Sanichvili (ru). Film réalisé par Nikolaï Konstantinovitch Sanichvili [5].

## Récompenses
- Héros du travail socialiste (03.06.1985)
- Ordre de Lénine (07.01.1975; 03.06.1985)
- Ordre du Drapeau rouge du Travail (31.01.1939; 18.05.1955; 10.03.1965)
- Ordre de l'Étoile rouge (30.09.1943; 31.12.1944)
- Ordre de l'Insigne d'honneur (09.09.1971)